# Herbert Strotebeck

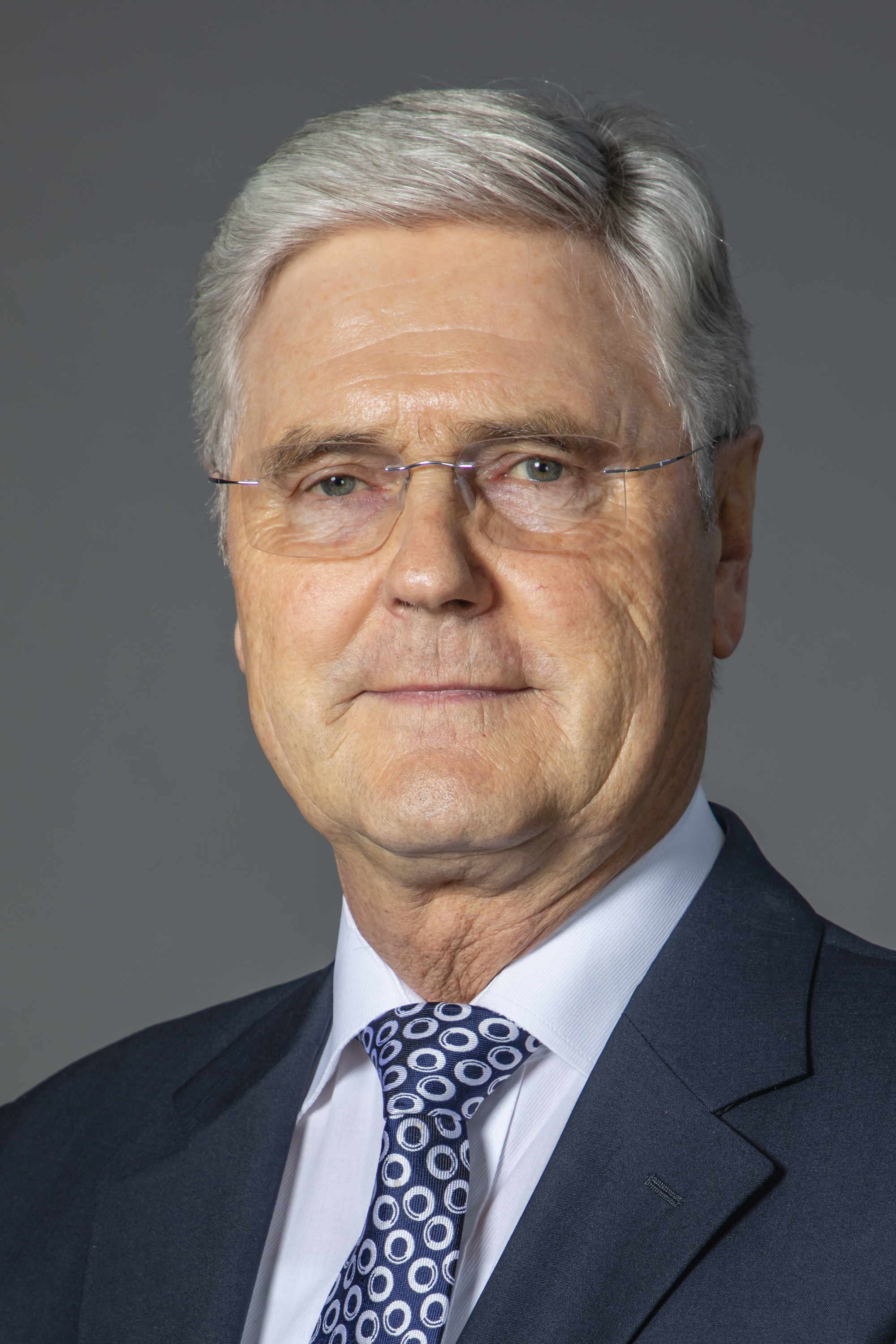

Herbert Strotebeck (* 9. Dezember 1951 in Penzlin) ist ein deutscher Diplomkaufmann (FH) und Politiker der Alternative für Deutschland (AfD). Von 2017 bis 2022 gehörte er dem  Landtag von Nordrhein-Westfalen an.

## Ausbildung und Beruf
Herbert Strotebeck machte zuerst eine Ausbildung zum Versicherungskaufmann und studierte dann an der Fachhochschule Köln Marketing- und Absatzwirtschaft. Er schloss das Studium mit einem Diplom ab.
Er war dann über 30 Jahre leitender Angestellter im Vertrieb großer Versicherungskonzerne sowie ehrenamtlich über 25 Jahre Vorstand des Berufsbildungswerkes der Versicherungswirtschaft (BWV) in Essen und Prüfer für die Industrie- und Handelskammer Düsseldorf für das Berufsbild Versicherungsfachmann/Versicherungsfachfrau.

## Politik
Seit 2013 ist Herbert Strotebeck Mitglied der AfD. Er war von 2016 bis 2020 Sprecher des AfD-Bezirksverbandes Düsseldorf und von 2015 bis 2020 des AfD-Kreisverbandes Mettmann. Bei der Landtagswahl in Nordrhein-Westfalen 2017 kandidierte er auf Platz fünf der Landesliste und wurde so in den Landtag gewählt. Im NRW-Landtag war Strotebeck ordentliches Mitglied im Haushalts- und Finanzausschuss und im Ausschuss für Wirtschaft, Energie und Landesplanung. Er war stellvertretendes Mitglied im Ausschuss für Familie, Kinder und Jugend. Nach der Landtagswahl 2022 schied er aus dem Landtag aus.

## Privates
Herbert Strotebeck ist verheiratet und Vater zweier erwachsener Kinder. Er wohnt mit seiner Familie seit 20 Jahren in Erkrath.